# Coppa panamericana maschile under 23 di pallavolo 2021
La Coppa panamericana maschile under 23 di pallavolo 2021, 5ª edizione dell'omonima competizione maschile di pallavolo, si è svolta dal 12 al 16 luglio 2021 a Santo Domingo, in Repubblica Dominicana: al torneo hanno partecipato sette squadre nazionali Under-23 nordamericane e sudamericane e la vittoria finale è andata per la prima volta al Messico.

## Impianti
|                                                                             |  |  |
|                                                                             |  |  |
| Palacio del Voleibol Città: Santo Domingo Capienza: - Anno d'apertura: 2003 |  |  |

## Regolamento

### Formula
Le squadre hanno disputato una prima fase a gironi con formula del girone all'italiana; al termine della prima fase:
- Le due migliori prime classificate hanno acceduto direttamente alle semifinali.
- La terza migliore prima classificata e le seconde classificate hanno acceduto ai quarti di finale; le due formazioni vincitrici hanno acceduto alle semifinali, mentre le due sconfitte hanno acceduto alla finale per il quinto posto.
- Le migliore terza classificata ha acceduto direttamente alla finale per il settimo posto.
- Le altre due terze classificate hanno acceduto alla finale per il nono posto; la formazione vincitrice ha acceduto alla finale per settimo posto.

### Criteri di classifica
Se il risultato finale è stato di 3-0 sono stati assegnati 5 punti alla squadra vincente e 0 a quella sconfitta, se il risultato finale è stato di 3-1 sono stati assegnati 4 punti alla squadra vincente e 1 a quella sconfitta, se il risultato finale è stato di 3-2 sono stati assegnati 3 punti alla squadra vincente e 2 a quella sconfitta.
L'ordine del posizionamento in classifica è stato definito in base a:
- Punti;
- Numero di partite vinte;
- Ratio dei set vinti/persi;
- Ratio dei punti realizzati/subiti;
- Risultati degli scontri diretti.

## Squadre partecipanti
| Squadra         | Qualificazione      | Ultima partecipazione |
| --------------- | ------------------- | --------------------- |
| Cuba            | -                   | Guatemala 2018        |
| Guatemala       | -                   | Guatemala 2018        |
| Messico         | -                   | Guatemala 2018        |
| Panama          | -                   | Debutto               |
| Porto Rico      | -                   | Debutto               |
| Rep. Dominicana | Paese organizzatore | Messico 2016          |
| Suriname        | -                   | Debutto               |

## Torneo

### Fase a gironi
| Girone A        | Girone B   |
| --------------- | ---------- |
| Guatemala       | Cuba       |
| Panama          | Messico    |
| Rep. Dominicana | Porto Rico |
| -               | Suriname   |

#### Girone A

##### Risultati
| 12 luglio 2021 Palacio del Voleibol, Santo Domingo Durata: 1h:42 - Spettatori: 500 | Rep. Dominicana | 3 - 0 | Panama          | 25-21, 25-20, 25-16 |
| 13 luglio 2021 Palacio del Voleibol, Santo Domingo Durata: 1h:38 - Spettatori: 300 | Guatemala       | 0 - 3 | Rep. Dominicana | 18-25, 19-25, 20-25 |
| 14 luglio 2021 Palacio del Voleibol, Santo Domingo Durata: 1h:25 - Spettatori: 200 | Panama          | 0 - 3 | Guatemala       | 20-25, 12-25, 22-25 |

##### Classifica
| Pos | Squadra         | Pt | G | V | P | SV | SP | Ratio | PF  | PS  | Ratio |
| --- | --------------- | -- | - | - | - | -- | -- | ----- | --- | --- | ----- |
| 1   | Rep. Dominicana | 10 | 2 | 2 | 0 | 6  | 0  | MAX   | 150 | 114 | 1,315 |
| 2   | Guatemala       | 5  | 2 | 1 | 1 | 3  | 3  | 1,000 | 132 | 129 | 1.023 |
| 3   | Panama          | 0  | 2 | 0 | 2 | 0  | 6  | 0,000 | 111 | 150 | 0,740 |

#### Girone B

##### Risultati
| 12 luglio 2021 Palacio del Voleibol, Santo Domingo Durata: - - Spettatori: -       | Cuba       | 0 - 3 | Suriname   | 0-25, 0-25, 0-25                  |
| 12 luglio 2021 Palacio del Voleibol, Santo Domingo Durata: 2h:20 - Spettatori: 400 | Messico    | 3 - 2 | Porto Rico | 34-32, 19-25, 22-25, 25-22, 15-13 |
| 13 luglio 2021 Palacio del Voleibol, Santo Domingo Durata: 1h:13 - Spettatori: 200 | Messico    | 3 - 0 | Suriname   | 25-13, 25-10, 25-8                |
| 13 luglio 2021 Palacio del Voleibol, Santo Domingo Durata: - - Spettatori: -       | Porto Rico | 3 - 0 | Cuba       | 25-0, 25-0, 25-0                  |
| 14 luglio 2021 Palacio del Voleibol, Santo Domingo Durata: 1h:09 - Spettatori: 300 | Porto Rico | 3 - 0 | Suriname   | 25-13, 25-9, 25-11                |
| 14 luglio 2021 Palacio del Voleibol, Santo Domingo Durata: - - Spettatori: -       | Cuba       | 0 - 3 | Messico    | 0-25, 0-25, 0-25                  |

##### Classifica
| Pos | Squadra    | Pt | G | V | P | SV | SP | Ratio | PF  | PS  | Ratio |
| --- | ---------- | -- | - | - | - | -- | -- | ----- | --- | --- | ----- |
| 1   | Messico    | 13 | 3 | 3 | 0 | 9  | 2  | 4,500 | 265 | 148 | 1,790 |
| 2   | Porto Rico | 12 | 3 | 2 | 1 | 8  | 3  | 2,666 | 267 | 148 | 1,804 |
| 3   | Suriname   | 5  | 3 | 1 | 2 | 3  | 6  | 0,500 | 139 | 150 | 0,926 |
| 4   | Cuba       | 0  | 3 | 0 | 3 | 0  | 9  | 0,000 | 0   | 225 | 0,000 |

### Fase finale
|  | semifinali      | semifinali      | semifinali |            |         | finale 1º posto | finale 1º posto | finale 1º posto |  |
|  |                 |                 |            |            |         |                 |                 |                 |  |
|  | Messico         | Messico         | 3          |            |         |                 |                 |                 |  |
|  | Messico         | Messico         | 3          |            |         |                 |                 |                 |  |
|  | Guatemala       | Guatemala       | 0          |            |         |                 |                 |                 |  |
|  | Guatemala       | Guatemala       | 0          |            | Messico | Messico         | 3               |                 |  |
|  |                 |                 |            |            | Messico | Messico         | 3               |                 |  |
|  |                 |                 | Porto Rico | Porto Rico | 1       |                 |                 |                 |  |
|  | Rep. Dominicana | Rep. Dominicana | Porto Rico | Porto Rico | 1       | 1               |                 |                 |  |
|  | Rep. Dominicana | Rep. Dominicana |            |            |         | 1               |                 |                 |  |
|  | Porto Rico      | Porto Rico      | 3          |            |         | finale 3º posto | finale 3º posto | finale 3º posto |  |
|  | Porto Rico      | Porto Rico      | 3          |            |         |                 |                 |                 |  |
|  |                 |                 |            |            |         |                 |                 |                 |  |
|  |                 |                 |            |            |         | Guatemala       | Guatemala       | 1               |  |
|  |                 |                 |            |            |         | Guatemala       | Guatemala       | 1               |  |
|  |                 |                 |            |            |         | Rep. Dominicana | Rep. Dominicana | 3               |  |

#### Finale 7º posto
| 15 luglio 2021 Palacio del Voleibol, Santo Domingo Durata: - - Spettatori: - | Panama | 3 - 0 | Cuba | 25-0, 25-0, 25-0 |

#### Semifinali
| 15 luglio 2021 Palacio del Voleibol, Santo Domingo Durata: 1h:35 - Spettatori: 300 | Messico         | 3 - 0 | Guatemala  | 25-18, 32-30, 25-17        |
| 15 luglio 2021 Palacio del Voleibol, Santo Domingo Durata: 2h:03 - Spettatori: 400 | Rep. Dominicana | 1 - 3 | Porto Rico | 25-20, 23-25, 18-25, 20-25 |

#### Finale 5º posto
| 16 luglio 2021 Palacio del Voleibol, Santo Domingo Durata: 1h:20 - Spettatori: 300 | Panama | 3 - 0 | Suriname | 25-21, 25-17, 25-17 |

#### Finale 3º posto
| 16 luglio 2021 Palacio del Voleibol, Santo Domingo Durata: 1h:56 - Spettatori: 350 | Guatemala | 1 - 3 | Rep. Dominicana | 25-22, 23-25, 15-25, 22-25 |

#### Finale
| 16 luglio 2021 Palacio del Voleibol, Santo Domingo Durata: 2h:06 - Spettatori: 300 | Messico | 3 - 1 | Porto Rico | 25-27, 25-16, 26-24, 25-20 |

## Classifica finale
| Pos     | Squadra         | Rosa |
| ------- | --------------- | --- |
| Oro     | Messico         | Formazione: 1 Bravo, 2 J. Hernández, 5 Cabrera, 6 L. Hernández, 7 González, 9 Téllez, 10 Sanay, 11 Zambrano, 15 Oviedo, 18 Aguirre, 21 Sandoval, 23 López, CT: Azair |
| Argento | Porto Rico      | Formazione: 2 Molina, 3 Hernández, 4 Ellis, 5 Varela, 11 Hoyos, 12 Elías, 13 Rosado, 14 Marín, 15 Comas, 18 Nido, 19 León, CT: de Jesús                              |
| Bronzo  | Rep. Dominicana | Formazione: 2 Reynoso, 3 Almonte, 5 Florián, 6 Méndez, 7 Féliz, 8 Matos, 9 Capellan, 11 Rosario, 13 Turbides, 14 Edouard, 18 Jiménez, 19 Ferreira, CT: Mañón         |
| 4       | Guatemala       | Formazione: 1 Gamboa, 2 Rivas, 3 Caballeros, 4 Ramos, 6 Lucero, 7 Pérez, 8 Ralón, 11 González, 12 Nájera, 15 Hernández, 18 Molina, 19 Carrillo, CT: Lucas            |
| 5       | Panama          | Formazione: 1 Deago, 2 Vásquez, 4 Andrade, 5 Camarena, 6 Santos, 7 Rodríguez, 8 Arboine, 10 Ortega, 11 Flores, 14 Meléndez, 15 Ng, CT: González                      |
| 6       | Suriname        | Formazione: 1 Kasdi, 2 Molijn, 3 Van Aaron, 4 Alimoenadi, 5 Nalam, 7 Heyns, 10 Myr, 11 Jameson, 13 Schmeltz, 14 Kruydenhof, 16 Lesperans, 17 Wijngaarde, CT: Straal  |
| 7       | Cuba            | - |

|  |  |  |  | Qualificate ai I Giochi panamericani giovanili |

## Premi individuali
| Premio                | Nome            | Squadra         |
| --------------------- | --------------- | --------------- |
| MVP                   | Josué López     | Messico         |
| Miglior realizzatore  | Pedro Molina    | Porto Rico      |
| Miglior servizio      | Pedro Molina    | Porto Rico      |
| Miglior difesa        | Rubén Deago     | Panama          |
| Miglior ricevitore    | Pedro Molina    | Porto Rico      |
| Miglior palleggiatore | Daniel Ralón    | Guatemala       |
| Miglior opposto       | Diego González  | Messico         |
| Miglior schiacciatore | Jorge Hernández | Messico         |
| Miglior schiacciatore | Josué López     | Messico         |
| Miglior centrale      | Dawillin Méndez | Rep. Dominicana |
| Miglior centrale      | Jasón Hernández | Guatemala       |
| Miglior libero        | Rubén Deago     | Panama          |